# LGV Bretagne-Pays de la Loire
Az LGV Bretagne-Pays de la Loire egy 214 km hosszú kétvágányú, 25 kV 50 Hz-cel villamosított nagysebességű vasút vonal Franciaországban Le Mans és Rennes között. A vonalon a forgalom 2017. július 2-án indult meg.

## A vonal
A vonal az LGV Atlantique nyugati leágazásának meghosszabbítása révén épült meg. Déli irányban elkerüli Le Mans városát, majd Laval település mellett északnyugatnak fordulva Cesson-Sévigné mellett csatlakozik a hagyományos rennes-i vasútvonalhoz.
Az RFF 2010-ben közzé tette a végső tender dokumentumait a három kiválasztott pályázó részére Bretagne– Pays de la Loire vonal, Le Mans és Rennes közötti szakaszának építésére. A három konzorciumnak 2010 október közepéig kellett leadnia a legkedvezőbb végső ajánlatukat. A javasolt Public-private partnership beruházás keretében a győztes pályázónak kellett az új vonal megépítését és a koncesszió időtartamáig annak karbantartását végeznie, míg az RFF lesz felelős a beruházás pénzügyi csomagjának létrehozásáért, és a vonal megnyitásától a forgalom lebonyolításáért. A projekt 214 kilométer új vonal építését tartalmazza, melyből 182 km nagysebességű. Az új vonal Connerré csomóponttól indul, ahol a LGV Atlantique halad keresztül, 20 kilométerre keletre, Le Manstól, Rennesig, és csatlakozik a meglévő Nantesbe vezető vonalhoz. A vonal üzembe helyezésével a Párizs–Rennes között az eljutási idő 37 perccel megrövidült, 1 óra 26 percre, míg a Párizs–Nantes között 1 óra 52 perc lett. Az RFF elnöke, Hubert du Mesnil kijelentette, ez az új vonal egy lépés a kormány által 2020. évig meghirdetett 2000 kilométer új vonal létrehozásának megvalósításához. Később az LGV Bordeaux–Toulouse építésére is koncessziós megállapodást írtak alá, bizonyítva, hogy a PPP program a tervek szerint halad. Az RFF tanulmányokat folytat azzal a határozott elhivatottsággal, hogy a hálózat fejlesztését, modernizációját végre kell hajtania.

## Menetidők
- Párizs–Rennes 1:23
- Párizs–Nantes 1:40

## Kapcsolódó projekt
A szakemberek javasolták a Rennes–Brest és Rennes–Quimper hagyományos vasútvonalak átalakítását (szintbeli közúti-vasúti átjárók megszüntetése, nagyobb ívek alkalmazása, stb.) ezáltal lehetővé téve, hogy az új építésű TGV-szerelvények is használhassák majd 220 km/h-s sebességgel. Ez lecsökkentené a Párizs–Brest és Párizs–Quimper menetidőt 3 órára.